# Рейд на Сен-Мало (1693)
Рейд на Сен-Мало — военно-морской рейд, проведенный англичанами в конце ноября 1693 года против французского порта Сен-Мало в Бретани. После нескольких дней бомбардировок города корсаров англичане запустили боевой корабль, вошедший в историю под названием «адская машина», начиненный порохом и картечью против городских стен. Операция потерпела неудачу, и атака нанесла только незначительный материальный ущерб без каких-либо жертв с французской стороны.

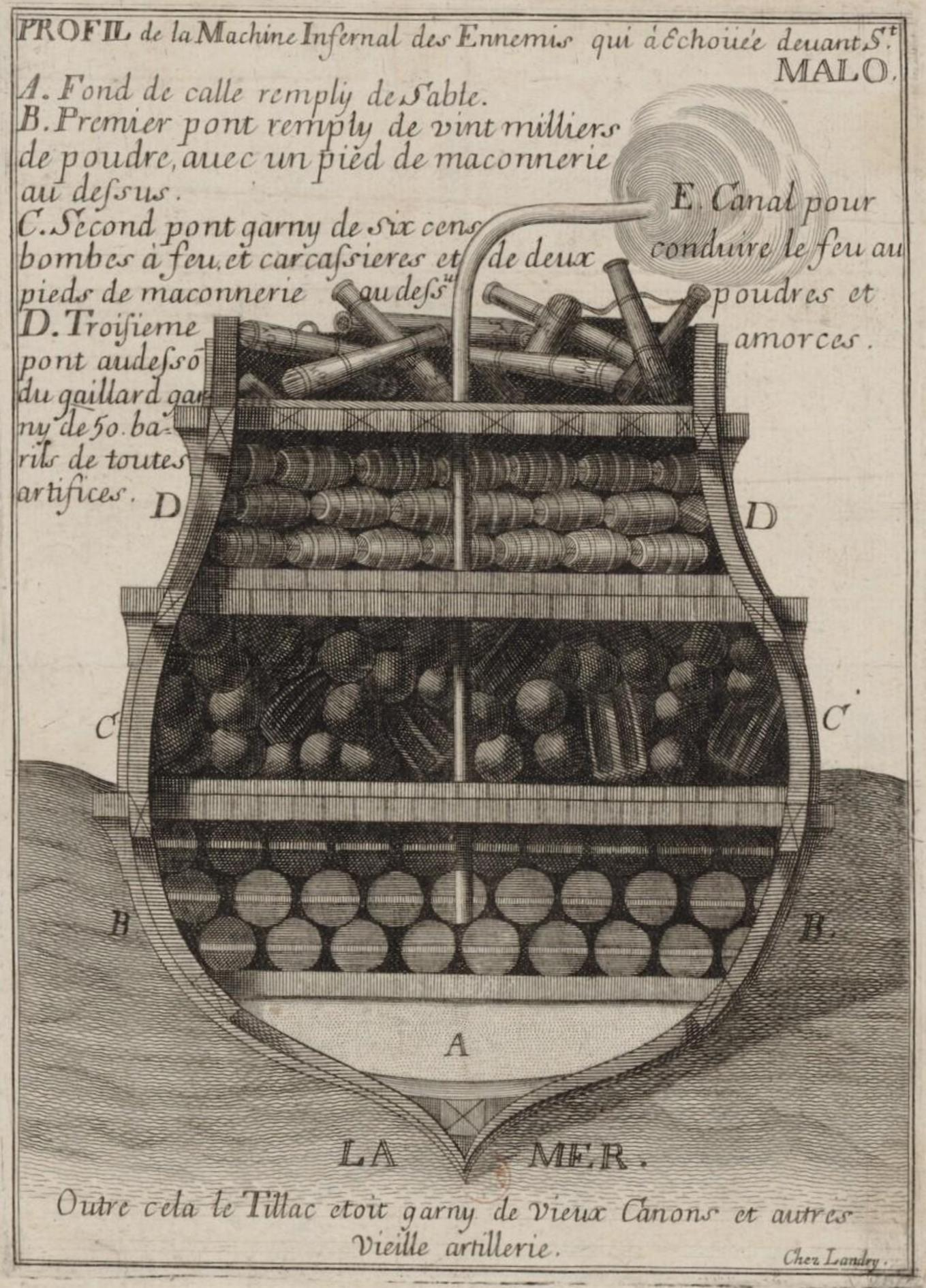
Схема английского брандера, использовавшегося во время рейда на Сен-Мало.

Во время войны за пфальцское наследство английская торговля тогда особенно пострадала от корсаров Сен-Мало и Дюнкерка. Французы называли Сен-Мало «городом корсаров», а англичане — «осиным гнездом». С 1688 по 1697 год регистры английского адмиралтейства показывают, что корсары Сен-Мало захватили у англичан и голландцев 162 эскортных корабля и 3384 торговых корабля всех размеров. 
Город был очевидной целью для нападения. Людовик XIV приказал Вобану в 1689 году усилить его укрепления. Он не только изменил валы города и замка, чтобы разместить там артиллерию, но и нарисовал планы фортов, расположенных на главных островах залива. Некоторые из этих островов уже были укреплены до 1689 года, но Вобан укрепил оборону залива, чтобы защитить город от англо-голландского нападения.
Чтобы положить конец набегам корсаров Сен-Мало, была задумана операция по уничтожению этого места. В течение двух лет по приказу принца Оранского рабочие лондонского Тауэра строили в секрете загадочный неф. Эта «адская машина» с черными парусами имела длину 84 фута (26 м), имела три палубы, весила 300 тонн и несла 23 орудия. Чтобы лучше подойти к берегу, его осадка была всего 7 футов. Построенный корабль-брандер был внутри загружен бочками с порохом, смолой, серой, 350 тушами, цепями, гранатами, заряженными стволами орудий, брезентом и другими горючими материалами.
26 ноября 1693 года у мыса Фреэль появился англо-голландский флот. После бомбардировки форта Ла-Латте и архипелага Эбихен она бросила якорь у Сен-Мало. Флотом командовали коммодор Джон Бенбоу. 27 ноября англичане появились на рассвете и захватили форт де ла Конше, который еще не был достроен, а затем обстреляли Сен-Мало без существенных результатов. 28 ноября англичане высадились на острове Сезембр. Ночью 28-го прибыли несколько английских катеров, чтобы разведать скалы, окружающие город. Около 6 утра начался безобидный для города обстрел. 29 ноября англичане бомбили Форт-Рояль. 
С наступлением темноты они запустили «адскую машину», которая должна была «вцепиться» в городскую стену возле замка, и, взорвавшись, поджечь своим взрывом весь город. Целью, определенной принцем Оранским, была башня Бидуан, которая тогда служила пороховым складом. Этот корабль беспрепятственно подошёл к стене на пятьдесят шагов; никто этого не видел и не пытался остановить. Но пока он огибал линию скал, идущую от форта Рояль к форту де ла Рейн, сильный порыв западного ветра обрушился на корабль и бросил его на риф к западу от Сен-Мало, и тот застрял на нём, пробив днище. Инженер поджигает его. Наспех подожженный намокший порох производит сильный взрыв, от которого сотрясаются дома на две лиги вокруг, все небо в течение нескольких минут охвачено заревом; на город падает дождь из снарядов. В Сен-Мало выбиты все окна и сорвана черепица на трехстах домах, но стены и люди целы. Только кабестан весом в две тысячи брошен на площадь и давит дом. Единственные жертвы на земле — кошка и две собаки. Англичане имеют пять или шесть погибших, управлявших «адской машиной», которые не смогли вовремя спастись. Необычный план полностью провалился.